# 樫畑亜依子
樫畑 亜依子（かしはた あいこ）は、宝塚歌劇団に所属する演出家。

## 来歴
2009年、宝塚歌劇団に入団。
2016年、星組バウホール公演「鈴蘭（ル・ミュゲ）」で演出家デビュー。

## 宝塚歌劇団での舞台作品

### その他の劇場作品
- 2016年、星組『鈴蘭（ル・ミュゲ）-思い出の淵から見えるものは-』（バウホール）[1]
- 2017年、月組『Arkadia-アルカディア-』（バウホール）[2]
- 2020年、宙組『壮麗帝』（ドラマシティ）[3]
- 2021年、花組『哀しみのコルドバ』（全国ツアー）[注釈 1][4]
- 2023年、雪組『双曲線上のカルテ』（ドラマシティ・日本青年館）[注釈 2][5]
- 2024年、月組『琥珀色の雨にぬれて』（全国ツアー）[注釈 1][6]

### 新人公演
- 2012年、雪組『ドン・カルロス』[7]
- 2013年、月組『ベルサイユのばら-オスカルとアンドレ編-』[8]
- 2013年、雪組『ベルサイユのばら-フェルゼン編-』[9]
- 2013年、宙組『風と共に去りぬ』[10]
- 2014年、花組『エリザベート-愛と死の輪舞（ロンド）-』[11]
- 2015年、雪組『ルパン三世 -王妃の首飾りを追え!-』[12]
- 2016年、雪組『私立探偵ケイレブ・ハント』[13]
- 2017年、花組『邪馬台国の風』[14]
- 2018年、月組『エリザベート-愛と死の輪舞（ロンド）-』[15]
- 2022年、宙組『HiGH&LOW-THE PREQUEL-』[16]